# 国家新聞出版広電総局
国家新聞出版広電総局（こっかしんぶんしゅっぱんこうでんそうきょく、中: 国家新闻出版广电总局、略称広電総局）は中華人民共和国国務院の直属機構で、中国全土のテレビ・ラジオ・新聞・出版社を管轄する機関。略称は広電総局。

## 概要
広電総局はもともと中華人民共和国新聞出版総署と国家広播電影電視総局に分かれていたが、それを再編する方案が第十二回全国人民代表大会第一次会議で承認され、2013年7月に発足した。広電総局はテレビ・ラジオ・新聞・出版の報道・放送統制、また海外で制作された映画や番組の放送禁止や規制（検閲）を監督している。しかし2018年再編され国家広播電視総局となる。
広電総局は直属の放送組織として、中央人民広播電台（国内向けラジオ）、中国国際放送（国外向けラジオ）、及び中国中央電視台（テレビ）を有している。